# アイサンテクノロジー
アイサンテクノロジー株式会社（英: AISAN TECHNOLOGY CO., LTD.）は、愛知県名古屋市中区錦三丁目に本社を置く測量・土木関連ソフトウェアの開発会社。

## 概要
測量・土木関連ソフトウェア開発の大手。自動運転用高精度3次元地図の開発なども行っており、高精度3次元地図プロバイダーのダイナミックマッププラットフォームや自動運転ソフトウェアのティアフォー、高精度3次元地図計測用ドローンの共同開発を行うプロドローンなどに出資している。

## 沿革
- 1970年（昭和45年）8月12日 - 名古屋市昭和区長戸町6丁目23番地において株式会社アイサンとして設立される[6]。
- 1992年（平成4年）8月 - 子会社であった株式会社アイサン東海とアイサンテクノロジー株式会社を吸収合併し、同時に「アイサンテクノロジー株式会社」に商号を変更[6]。また、本社を尾張旭市東本地が原一丁目77番地に移転する[6]。
- 1997年（平成9年）4月9日 - 日本証券業協会（現・ジャスダック）に株式を店頭登録[6]。
- 1999年（平成11年）2月 - 現在地に本社を移転する[6]。
- 2004年（平成16年）12月 - ジャスダック証券取引所に株式を上場[6]。
- 2007年（平成19年）1月 - プライバシーマークを取得[6]。
- 2016年（平成28年）1月 - 名古屋大学と共同で、額田郡幸田町にて自動運転車のための3D地図の制作を開始[7]。同年6月22日に住民約20人を乗せた自動運転車の乗車体験会を開催[8]。
- 2021年（令和3年）10月1日 - 土地や河川などの測量業務を行う株式会社三和を子会社化[9]。
- 2023年（令和5年）
  - 2月7日 - 三菱商事株式会社と合弁会社のA-Drive株式会社を設立[10]。
  - 4月 - 子会社のエーティーラボ株式会社を吸収合併[6]。
- 2024年（令和6年）
  - 1月5日 - 測量機器の販売・修理を行う有限会社秋測を子会社化[11]。
  - 10月23日 - 名古屋証券取引所メイン市場に上場。

## 事業所
- 本社（愛知県名古屋市中区）[1]
- 営業所
  - 仙台営業所（宮城県仙台市宮城野区）[1]
  - 関東営業所（埼玉県上尾市）[1]
  - 首都圏営業所（神奈川県横浜市都筑区）[1]
  - 東海営業所（愛知県名古屋市中区）[1]
  - 関西営業所（大阪府東大阪市）[1]
  - 広島営業所（広島県広島市中区）[1]
  - 福岡営業所（福岡県福岡市博多区）[1]
  - 熊本営業所（熊本県熊本市中央区）[1]
  - 宮崎営業所（宮崎県宮崎市）[1]